# Manifestations de 2024-2025 en Serbie
À partir du 3 novembre 2024, une série de manifestations de masse a lieu en Serbie, d'abord à Novi Sad puis à Belgrade et dans le reste du pays. En mars 2025, le mouvement est toujours en cours et réunit des dizaines de milliers de participants, en particulier des étudiants.
Les revendications des manifestants, qui réclament initialement justice après l'effondrement de l'auvent de la gare de Novi Sad, s'étendent ensuite à la dénonciation de la corruption présente dans le pays et à un appel à la libération des militants arrêtés, puis ciblent de plus en plus directement le président Aleksandar Vučić. 
Le 28 janvier 2025, au lendemain d'une journée de mobilisation massive, le président du gouvernement Miloš Vučević annonce sa démission. En parallèle, le président Aleksandar Vučić ouvre la voie à la reconnaissance de certaines des revendications du mouvement, mais cela ne suffit pas à y mettre fin.
En février et mars 2025, le mouvement continue à se structurer et se poursuit, toujours mené par les étudiants, avec une évolution des revendications.

## Contexte et naissance du mouvement

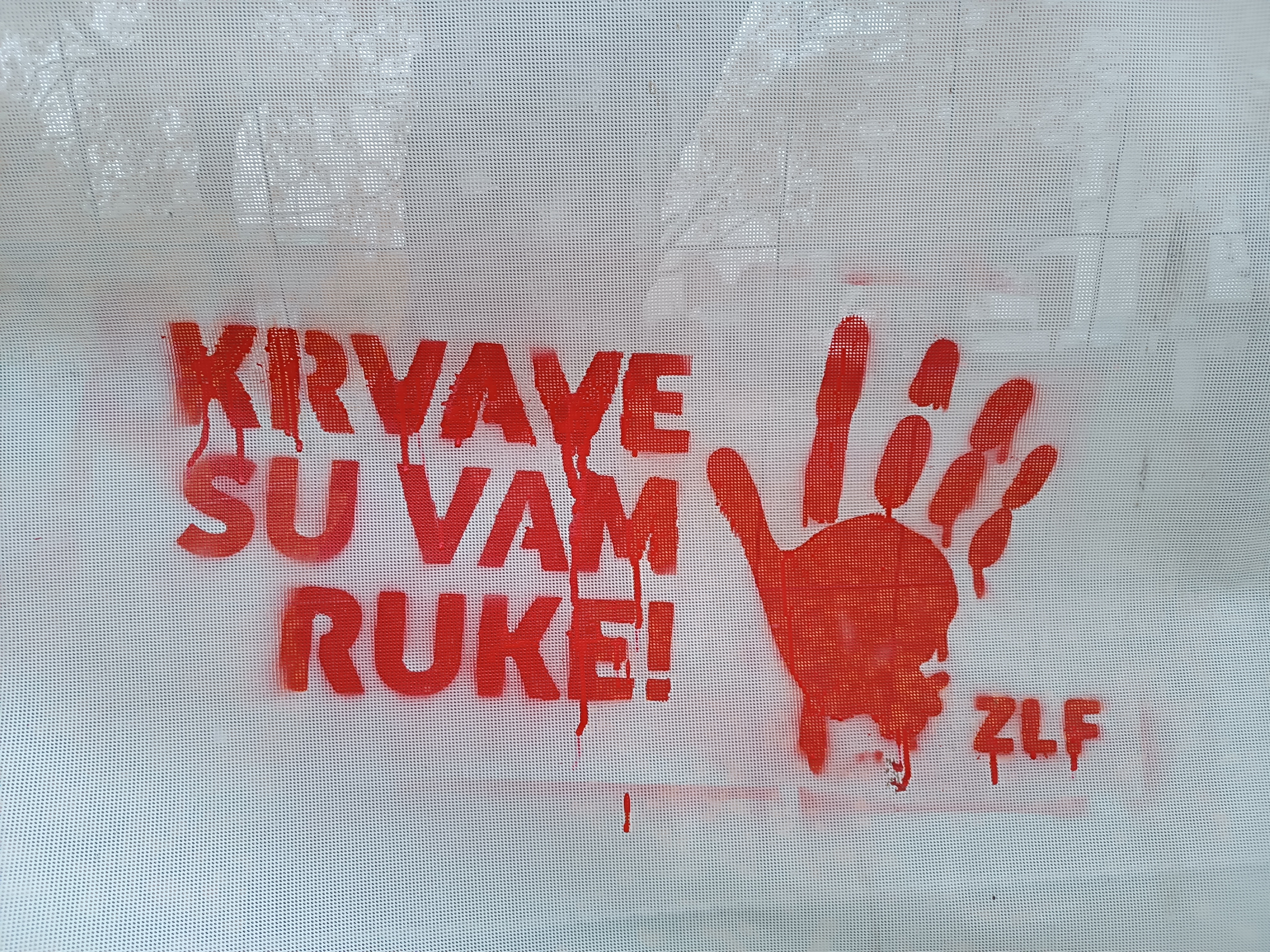
La main ensanglantée, symbole utilisé par les manifestants pour critiquer la politique du gouvernement.

Le 1er novembre 2024, l'auvent de la gare de Novi Sad s'effondre, tuant 15 personnes. L'accident est lié, aux yeux d'une partie de la population, à la corruption présente en Serbie, notamment au sein du gouvernement d'Aleksandar Vučić, réélu en 2024. Ils accusent les autorités de négligence dans l'entretien des infrastructures de la gare, rénovées peu de temps auparavant par des entreprises chinoises, françaises et hongroises,.
Une enquête est finalement ouverte et aboutit à l'inculpation, entre autres, du ministre des Transports Goran Vesic. Toutes les personnes inculpées sont finalement relâchées, ce qui accentue la colère des manifestants.
Par la suite, des faits de corruption de plus en plus importants sont révélés par la presse indépendante serbe. 

## Revendications
Les manifestants portent des revendications multiples. Initialement, seul l'accident de la gare de Novi Sad est évoqué : la population souhaite la publication des contrats de rénovation de la gare ainsi que d’autres documents officiels. Par la suite, avec la montée en puissance de la répression contre le mouvement, d'autres revendications viennent s'ajouter, dont la libération des jeunes militants arrêtés, l'abandon des poursuites contre eux, et l'ouverture d'enquêtes contre les auteurs de violences envers les manifestants. Par la suite, les personnes présentes réclament également une hausse du budget de l'enseignement supérieur.
Les manifestants sont également mécontents du régime incarné par le président Aleksandar Vučić et réclament plus d'État de droit. Selon l'avocat Čedomir Stojković, l'ampleur des manifestations montre qu'elles ne sont « pas seulement alimentées par le dégoût face à la corruption […] mais sont également un moyen pour les citoyens d’exprimer leur mécontentement face au régime de plus en plus autoritaire de leur président nationaliste ». La jeunesse serbe ressent un sentiment de mécontentement croissant et, selon The Guardian, les jeunes militants, qui ont grandi sous le régime de Vučić, « ont de plus en plus le sentiment qu'il n'y a pas grand-chose à perdre » à protester et exiger des changements importants, allant au-delà des revendications initiales. Avec la poursuite du mouvement, les revendications évoluent pour s'en prendre à l'homme fort de la Serbie. Selon The Conversation le 10 mars 2025, « le mouvement semble s’installer dans la durée » et il cible de plus en plus directement Aleksandar Vučić.
Des revendications structurées sont adoptées par le mouvement début mars se divisent en huit points distincts : « liberté, justice, dignité, État, jeunesse, solidarité, savoir et avenir ». Les revendications se veulent « apolitiques » afin de ne pas discréditer le mouvement. 
Le rapport du mouvement étudiant à l'Union européenne est ambigu : aucun drapeau européen n'est visible dans les rues — contrairement aux manifestations en Géorgie et en Slovaquie — et le mouvement n'est pas porté par des idées pro-européennes. Les Serbes seraient plutôt résignés quant à leur relation avec l'UE, ne croyant plus à l'intégration européenne comme voie d'avenir pour le pays. Ce sentiment est accentué par le faible soutien de l'Union au mouvement étudiant.

## Déroulement

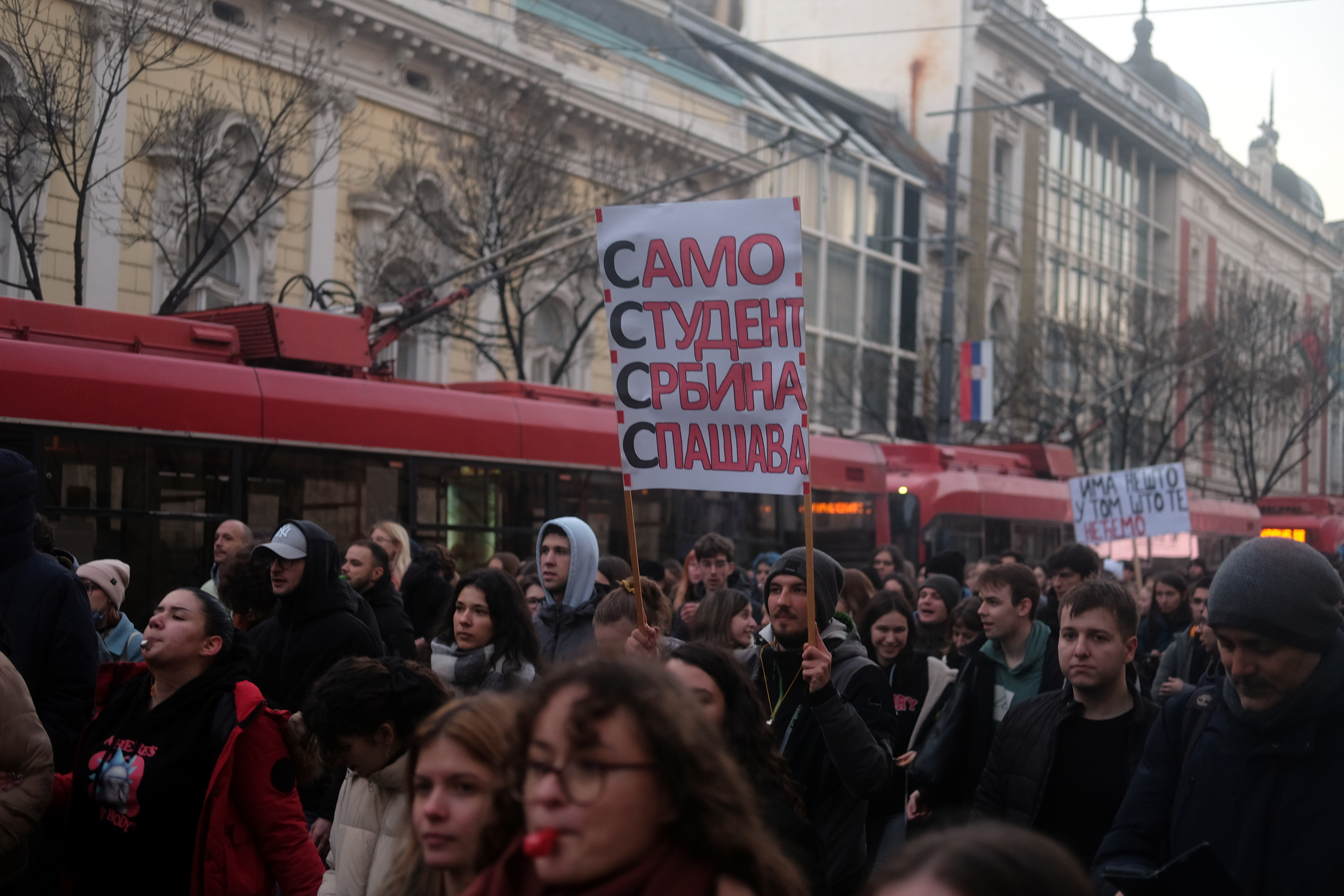
Manifestations à Belgrade, le 24 janvier 2025.

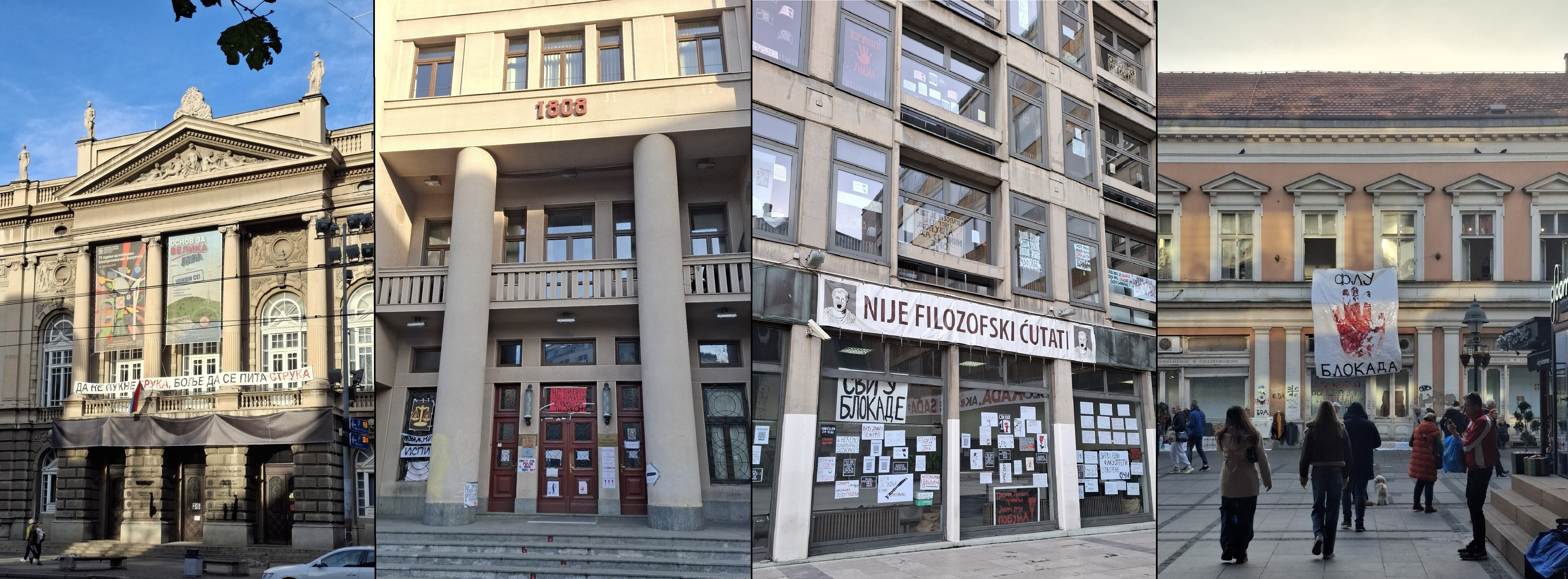
Campus universitaires bloqués par les étudiants à Belgrade.

Des manifestations de masse sont organisées, d'abord à Novi Sad puis à Belgrade. Elles ont lieu au cours du mois de novembre, puis de décembre, et se poursuivent en janvier. À Belgrade, certains rassemblements réunissent jusqu'à 50 000 personnes. Les manifestants ont pour habitude d'observer 15 minutes de silence en hommage aux victimes de l'effondrement.
Les étudiants sont nombreux à se joindre au mouvement depuis les campus de leurs universités ; ils sont aidés par l'usage des canaux de communication numériques qui permettent de « contourner les médias contrôlés par l'État ». Le 27 janvier, ils organisent le blocage d'un nœud d'autoroute majeur de Belgrade pendant 24 heures. Des agriculteurs, des motards et d'autres catégories de population les rejoignent dans la rue. Dans tout le pays, plus de 130 villes rejoignent le mouvement ce jour-là.
Au cours du mouvement, des militants, principalement des étudiants, sont blessés à plusieurs reprises, notamment par des automobilistes forçant les cordons de protection qui entourent les cortèges. Des affrontements ont également lieu entre des jeunes militants et des partisans du Parti progressiste serbe, parti du président au pouvoir, et une forte répression vise les jeunes manifestants. Pour y faire face, ils s'organisent collectivement, sans qu'il y ait de chef identifiable au sein du mouvement.
Les concessions obtenues fin janvier ne suffisent pas à mettre fin au mouvement. Le 30 janvier, les étudiants entament une marche de 80 km de Belgrade à Novi Sad, qui doit durer plusieurs jours, afin de commémorer les trois mois de l'effondrement. Sur place, leur but est de bloquer tous les ponts de la ville pendant 24 h. Sur le chemin, ils sont  salués par des klaxons et les habitants leur offrent à boire ou à manger. D'autres personnes suivent à vélo ou à moto, tandis que les chauffeurs de taxis de Belgrade proposent leur aide pour ramener les manifestants dans la capitale. Le 31 janvier, les manifestants partis de Belgrade ou s'étant intégrés au cortège en chemin rejoignent ceux de Novi Sad. Le 1er février, des dizaines de milliers de personnes sont réunies dans les rues de la capitale de Voïvodine et bloquent les trois ponts principaux de la ville. Un des points de blocage est censé rester en place pendant plusieurs jours ; des étudiants contrôlent l'accès aux ponts pour assurer la sécurité des manifestants et des installations. Des tracteurs agricoles sont également mobilisés et les militants portent des drapeaux serbes et des banderoles rendant hommage aux victimes ou réclamant plus de liberté.
Dans le reste du pays, des rassemblements de soutien ont également lieu, avec quelques incidents impliquant des automobilistes. À la fin janvier, le mouvement s'est étendu à 100 autres villes de Serbie, de toutes tailles.
Le mouvement se poursuit en février 2025. Le 15 février, des milliers de manifestants, certains venus d'autres villes de Serbie à pied, se rassemblent à Kragujevac, 4e ville du pays. La date et le lieu choisis visent à rappeler l'adoption de la Constitution serbe de 1835 (en), alors l'une des plus libérales d'Europe. Pour commémorer l'effondrement de l'auvent de la gare, ils observent 15 minutes de silence à 10 h 52 GMT. La délocalisation du mouvement hors de Belgrade vise à « montrer que toutes les villes soutiennent nos revendications », selon un étudiant.
Le 2 mars, les manifestants se réunissent à Niš et définissent des revendications détaillées, résumées en huit points. Deux jours plus tard, une séance parlementaire dégénère en affrontement. Le 11 mars, des centaines de militants se réunissent dans les locaux de la Radio-télévision de Serbie (RTS) et les bloquent temporairement, après qu'un chroniqueur ait qualifié le mouvement de « horde » et en raison de la partialité alléguée de la chaîne dans sa couverture des protestations. Les personnes présentes empêchent les employés d'entrer et la tension monte avec la police, qui reçoit l'ordre de ne pas intervenir tant qu'aucune action violente n'est commise. 
Le 15 mars, une manifestation nationale est organisée dans la capitale, Belgrade. Cette journée est vue par les leaders étudiants du mouvement comme le point d'orgue de la mobilisation. Selon plusieurs sources, elle réunit finalement entre 275 000 et 325 000 personnes. Des canons à son auraient été utilisés par la police contre les manifestants, bien que les autorités nient tout emploi de cette arme. Ils sont utilisés par les forces de l'ordre pour perturber les rassemblements.
Le mouvement se poursuit sans perdre en intensité et le 1er mai 2025, six mois après l'effondrement du auvent de la gare de Novi Sad, des manifestations sont organisées à Belgrade, à l'initiative des étudiants et des principaux syndicats unis. Ils se rassemblent devant les bâtiments du gouvernement, plusieurs milliers de personnes sont présentes et des commémorations ont lieu pour rendre hommage aux victimes de la catastrophe.
Le 28 juin 2025, une nouvelle manifestation rassemble plus de 140 000 personnes à Belgrade, avec comme revendication l'organisation d'élections anticipées. La répression s'amplifie contre le mouvement et une deuxième nuit de manifestation a lieu le lendemain. Des barricades sont mises en place dans plusieurs villes du pays.

## Réactions

### Répression du mouvement
Le vice-Premier ministre de Serbie révèle en mars 2025 que les services d'espionnage russes ont aidé le régime serbe à réprimer la contestation étudiante. 
La répression est renforcée en juin 2025. La police fait usage de la force pour disperser les manifestants et de nombreuses arrestations ont lieu. Plusieurs dizaines de personnes sont blessées des deux côtés. 

### Réactions politiques du pouvoir
La réaction politique « [oscille] entre appels au dialogue et accusations d’ingérence étrangère » contre les personnes mobilisées, les autorités affirmant parfois que les étudiants ont reçu de l'argent en échange de leur participation. Les étudiants refusent d'abord de rencontrer le président tant que leurs revendications ne sont pas satisfaites, affirmant que « le président [n'est] pas autorisé par la constitution à discuter avec eux ».
Le 28 janvier 2025, le président du gouvernement Miloš Vučević démissionne après les blocages de la veille, déclarant avoir pris cette décision « Afin d’éviter de nouvelles complications et de ne pas augmenter davantage les tensions dans la société », elle est aussi liée à l'attaque par des partisans du parti au pouvoir de rassemblements militants. Le maire de Novi Sad, Milan Durić, doit aussi démissionner, et un large remaniement gouvernemental est annoncé par le président serbe Aleksandar Vučić.
Ces changements s'accompagnent d'appels à la discussion émis par les autorités vis-à-vis des protestataires. Le président ouvre également la porte à certaines des revendications des manifestants, en déclarant être « prêt à gracier ceux qui voulaient éviter des poursuites pénales », en annonçant l'ouverture d'enquêtes contre ceux s'étant rendus coupables de violences à l'encontre des manifestants. Il affirme également que « tous les documents relatifs à la récente reconstruction de la gare principale de Novi Sad ont été publiés ». Le Parti au pouvoir déclare qu'ils « répondront à toutes les demandes des étudiants ».
Cependant, les concessions faites ne satisfont pas les membres du mouvement, la marche vers Novi Sad et les blocages ne sont pas annulés. Se présentant comme ouvert au dialogue, le président Aleksandar Vučić affirme toutefois qu'« à la seconde où quelqu'un pense utiliser la violence pour s'emparer du pouvoir, l'État agira comme un État, comme partout ailleurs dans le monde ». Il déclare également : « Notre pays est attaqué, de l'étranger et de l'intérieur », accusant à nouveau les manifestants d'être au service de puissances étrangères qui souhaiteraient organiser une « révolution de couleur ». Aleksandar Vučić réitère ces accusations le 15 février lors d'un meeting à Sremska Mitrovica ; il appelle au dialogue mais affirme que la Serbie est attaquée de l'extérieur et « par de nombreuses personnes à l'intérieur qui manipulent nos enfants ».
Le 7 avril 2025, Đuro Macut est nommé président du gouvernement et son gouvernement est confirmé le 16 avril par le Parlement.
En juin 2025, la rhétorique du pouvoir se durcit et Aleksandar Vučić désigne les manifestants comme des « terroristes [voulant] détruire l'État ».

### Soutien aux manifestants
Le 31 janvier 2024, la dramaturge Sinisa Kovacevic annonce que « les étudiants serbes » ont été sélectionnés parmi les nommés pour le prix Nobel de la paix 2025. Les étudiants sont soutenus par la chanteuse Madonna qui promeut « l'un des plus grands mouvements d'étudiants de la région depuis 1968 ». Le joueur de tennis serbe Novak Djokovic exprime également son soutien aux manifestants, en portant un sweat sur lequel est marqué « Students are Champions ».
De nombreuses manifestations de soutien sont organisées par la diaspora serbe, notamment à Malte, Francfort, New York, etc.
Les manifestants sont rapidement soutenues par les partis d'opposition serbes, mais ceux-ci, minoritaires et divisés, ne sont pas une réelle menace contre le gouvernement. Les étudiants continuent à diriger le mouvement, qui n'est pas capté politiquement.

### Réactions étrangères
The Conversation critique la réaction étrangère au mouvement étudiant, notamment celle de l'Union européenne, jugée « muette ». Alors que les principales voix européennes n'abordent pas les mobilisations, au contraire, certains partis d'extrême droite affichent leur soutien au gouvernement Vučić. Pauline Soulier explique ce manque de soutien européen par la nature des liens avec la Serbie, qui serait vue en Europe comme une « stabilocratie », selon Florian Bieber, parvenant à « jouer les équilibristes », notamment en s'appuyant sur l'amitié avec certains pays européens comme la France. Par le passé, l'Europe a également peu réagi aux violations des droits humains et de l'État de droit commises par les autorités serbes. De son côté, la Russie affiche également son soutien au gouvernement, affirmant que le mouvement de protestation est une ingérence occidentale contre le régime serbe.
Pauline Soulier fait le constat d'un « gouvernement soutenu par l'extérieur », ce qui trancherait avec les difficultés sur le plan interne face au ressentiment des étudiants et d'une partie de la population.